# Tim Wiese
Tim Wiese (Bergisch Gladbach, 17 de dezembro de 1981) é um ex-futebolista alemão que jogou como goleiro.
Wiese é internacional por 13 vezes pela Alemanha sub-21 entre 2003 e 2005, antes de fazer a sua estreia internacional três anos depois contra Inglaterra. Desde então, Wiese jogou mais cinco vezes pela sua seleção e fez parte seleção da Alemanha no Mundial 2010 mas fez nenhum jogo.
Após a aposentadoria de Wiese do futebol em 2014, ele ganhou uma quantidade significativa de massa muscular e, posteriormente, foi relacionado a uma carreira na luta livre profissional, realizando eventualmente uma luta na WWE em 2016.